# Ladislav Prokeš
Ladislav Prokeš (* 8. Juni 1884 in Prag; † 9. Januar 1966 ebenda) war ein tschechischer Schachspieler und Studienkomponist.

## Schachkomposition
Prokeš begann 1906 zu komponieren und soll über 1200 Studien veröffentlicht haben. 23 seiner Kompositionen sind in den FIDE-Alben zu finden. Seine Arbeiten sind geprägt vom Einfluss der Böhmischen Schule und betonen die strenge Ökonomie der Mittel, zahlreiche davon in Miniaturform. Häufig bestanden seine Kompositionen direkt aus der Hauptidee, wodurch die Lösung meist kurz ausfiel.
Von 1909 bis 1927 war Prokeš Redakteur der Spalte für Schachkomposition in Československý Šach. Nach ihm wurde das Prokeš-Manöver benannt.
|   | a | b | c | d | e | f | g | h |   |
| 8 |   |   |   |   |   |   |   |   | 8 |
| 7 |   |   |   |   |   |   |   |   | 7 |
| 6 |   |   |   |   |   |   |   |   | 6 |
| 5 |   |   |   |   |   |   |   |   | 5 |
| 4 |   |   |   |   |   |   |   |   | 4 |
| 3 |   |   |   |   |   |   |   |   | 3 |
| 2 |   |   |   |   |   |   |   |   | 2 |
| 1 |   |   |   |   |   |   |   |   | 1 |
|   | a | b | c | d | e | f | g | h |   |

Lösung:
1. b7 Sd6+

2. Kd4! (nicht 2. Kd5? Sxb7 3. e7 Kf7 remis) Sxb7

3. Kd5 Kg7 3. … Sc5 verliert ebenfalls: 4. e7 Sa6 (verhindert die Umwandlung in eine Schwerfigur mit der Springergabel auf c7) 5. Kd6 Kf7 6. Sd8+ Ke8 7. Se6 (droht Sg7+) Kf7 8. Sg7 Sc7 9. Kd7 Zugzwang Kf6 10. Se8+ und diese erneute Springergabel entscheidet.

4. Sd8! Sxd8

5. e7 (Echo zum Schüsselzug) gewinnt, denn nun ist die Umwandlung nicht mehr zu verhindern. Obwohl der König in das Quadrat des Bauern gelangt, ist die Quadratregel in diesem Fall nicht anwendbar, denn der Bauer kann sich durch einen Schlagzug schräg vom König entfernen.

## Schachspieler
Prokeš gewann den Meistertitel 1908 im internationalen Prager Turnier. Er spielte als Mitglied der tschechoslowakischen Nationalmannschaft auf den Schacholympiaden 1927 in London, 1928 in Den Haag und 1930 in Hamburg. Seine größten Turniererfolge waren 1907 in Brno 2.–4. Platz, 1909 in Prag und 1911 in Plzeň jeweils 3. Platz, 1921 in Brno 1.–2. Platz, 1925 in Debrecen 6. Platz und 1928 in Prag 1. Platz.

## Privat
Ladislav Prokeš war Gymnasialprofessor in Prag.